# Cina e Nazioni Unite
Il seggio della Cina alle Nazioni Unite è occupato dalla Repubblica Popolare Cinese fin dal 25 ottobre 1971. In precedenza era occupato dalla Repubblica di Cina.

## Repubblica di Cina e ONU
La Repubblica di Cina fu uno dei membri fondatori delle Nazioni Unite, e un membro permanente del Consiglio di sicurezza delle Nazioni Unite fin dalla sua creazione, nel 1945. Nel 1949 il Partito Comunista Cinese prese il potere nella Cina continentale e dichiarò la fondazione della Repubblica Popolare Cinese, sostenendo di aver sostituito la Repubblica di Cina come unico governo legittimo della Cina. Il governo della Repubblica di Cina si ritirò sull'isola provincia di Taiwan (mantenendo il controllo anche su diverse isole del Fujian), da dove ha continuato ad esistere fin da allora.
Fino al 1991, la Repubblica di Cina ha continuato attivamente a sostenere di essere l'unico governo legittimo della Cina, e durante gli anni cinquanta e sessanta la sua richiesta venne accolta dagli Stati Uniti e da alcuni dei suoi alleati. Essendo la Repubblica Popolare Cinese un alleato dell'Unione Sovietica, gli Stati Uniti cercarono di impedire al blocco socialista di ottenere un altro seggio permanente nel Consiglio di Sicurezza dell'ONU. Per protestare contro l'esclusione della Cina socialista, i rappresentanti sovietici boicottarono l'ONU dal gennaio all'agosto del 1950, e la loro assenza permise l'intervento di una forza militare ONU in Corea.
La Repubblica di Cina usò il suo potere di veto una volta nel 1955: il rappresentante di Taiwan espresse l'unico voto contrario del Consiglio di sicurezza, bloccando l'ammissione della Repubblica Popolare della Mongolia alle Nazioni Unite, sulla base del fatto che tutta la Mongolia faceva parte della Cina. Questo fatto ritardò l'ammissione della Mongolia fino al 1960, quando l'Unione Sovietica annunciò che se la Mongolia non fosse stata ammessa, avrebbe bloccato l'ammissione di tutti i nuovi Stati indipendenti dell'Africa. Di fronte a questa pressione, la Repubblica di Cina si arrese pur continuando a protestare.
Dagli anni sessanta in avanti, nazioni amiche nei confronti della Repubblica Popolare, guidate dall'Albania, proposero una risoluzione annuale all'Assemblea generale delle Nazioni Unite, per trasferire il seggio cinese dalla Repubblica di Cina alla Repubblica Popolare Cinese. Ogni anno gli Stati Uniti furono in grado di radunare una maggioranza di voti per bloccare questa risoluzione. Ma l'ammissione delle nuove nazioni indipendenti in via di sviluppo, nel corso degli anni sessanta, portò l'Assemblea generale dall'essere dominata dalle nazioni occidentali ad essere dominata da nazioni che avevano simpatie per Pechino. Inoltre, il desiderio dell'amministrazione Nixon di migliorare le relazioni con Pechino per controbilanciare l'URSS, ridussero la volontà statunitense di supportare la Repubblica di Cina.
Come risultato di queste tendenze, il 25 ottobre 1971, venne approvata dall'Assemblea Generale la Risoluzione 2758, che ritirava il riconoscimento di Taiwan e riconosceva la Repubblica Popolare come unico governo legittimo della Cina.
La risoluzione dichiarava "che i rappresentanti del Governo della Repubblica Popolare Cinese sono gli unici rappresentanti legali della Cina alle Nazioni Unite". Poiché questa risoluzione era su una questione di credenziali, piuttosto che di appartenenza, fu possibile tagliare fuori il Consiglio di sicurezza, dove Stati Uniti e Taiwan potevano far valere il loro potere di veto.

## Repubblica Popolare Cinese e ONU
Anche se l'ingresso della Repubblica Popolare Cinese nell'ONU venne appoggiato da gran parte delle nazioni del terzo mondo, con l'aspettativa che questa sarebbe diventata un'attiva propositrice del movimento dei Paesi non allineati, la Repubblica Popolare ebbe principalmente un ruolo passivo nell'ONU fin dal 1971. Solo raramente ha avuto un ruolo di spinta, e questo è avvenuto principalmente quando percepiva che i suoi interessi nazionali fossero a rischio. L'esempio più notevole di questo atteggiamento si ebbe negli anni novanta, quando la Repubblica Popolare Cinese pose il veto alle missioni di peacekeeping in Macedonia (oggi Macedonia del Nord) e Guatemala, a causa del riconoscimento dato da queste alla Cina nazionalista.
La Repubblica Popolare Cinese è stata parsimoniosa nell'uso del potere di veto al Consiglio di Sicurezza, che ha impiegato solo quattro volte: nel 1972 per impedire l'ammissione del Bangladesh, e in congiunzione con l'Unione Sovietica per bloccare una risoluzione sul cessate il fuoco nella guerra dei sei giorni, nel 1997 pose il veto all'invio di osservatori del cessate in fuoco in Guatemala, e nel 1999 per bloccare un ampliamento degli osservatori in Macedonia.
Come scelta politica, la Repubblica Popolare non partecipa militarmente nelle missioni di peacekeeping dell'ONU, ma nel 1998 inviò una squadra di poliziotti a Timor Est, come parte della forza ONU lì presente. Questa politica sembra essere cambiata dal 2003, quando venne inviata un'altra squadra di personale militare non combattente nella Repubblica Democratica del Congo.
Sin dalla fine della Guerra fredda, la Repubblica Popolare si è astenuta dall'usare l'ONU come contrappeso degli Stati Uniti, come invece hanno fatto Francia e Russia. Nella votazione della risoluzione sulla guerra del Golfo del 1991 la Repubblica Popolare Cinese si astenne, e votò per l'ultimatum all'Iraq nel periodo che portò alla seconda guerra del Golfo. Molti osservatori ritengono che la Repubblica Popolare Cinese si sarebbe astenuta se una risoluzione per autorizzare l'uso della forza contro l'Iraq avesse raggiunto il consiglio di sicurezza.

## Eventi recenti relativi a Taiwan
Dal 1991, la Repubblica di Cina ha asserito che desidera riunirsi (o come dice la sua proposta, "partecipare") all'ONU. Ma a causa dell'implacabile opposizione della Repubblica Popolare, questo non appare probabile. Ogni anno, dal 1991, la questione della rappresentanza della Cina nazionalista è stata sollevata dai suoi alleati diplomatici, ma ha sempre fallito nell'ottenere voti sufficienti per essere posta sull'agenda formale dell'ONU.
I propositori dell'indipendenza di Taiwan sostengono che se il governo nazionalista rinunciasse formalmente alle sue pretese di essere anche il governo legittimo della Cina continentale e della Mongolia Esterna, e cambiasse il suo nome in Repubblica di Taiwan, questo nuovo Stato potrebbe essere ammesso nell'ONU. Essi asseriscono che se Taiwan facesse questo passo, la comunità internazionale verrebbe messa in una posizione difficile, presa in mezzo tra la beffa internazionalmente riconosciuta che Taiwan è una provincia della Cina, e il diritto del popolo di Taiwan all'autodeterminazione. Le risoluzioni che propongono la rappresentanza della Repubblica di Cina fin dal 1991, rendono chiaro che questa non cerca più di rappresentare tutta la Cina, ma solo i 23 milioni di cinesi che vivono a Taiwan. Nelle proposte di ingresso all'ONU fatte durante la presidenza di Lee Teng-hui, la Repubblica di Cina si è definita "Repubblica della Cina a Taiwan". Sotto Chen Shui-bian, la designazione è stata "Repubblica della Cina (Taiwan)", e ci sono richieste per entrare semplicemente come "Taiwan".
Gli scettici, comunque, puntualizzano che la Repubblica Popolare ha ancora potere di veto nel consiglio di sicurezza, e probabilmente si opporrà fermamente ad ogni tipo di riconoscimento internazionale dello Stato taiwanese. Inoltre fanno notare che l'ONU è stata riluttante ad ammettere qualsiasi Stato la cui sovranità sia contesa.
Anche se la Repubblica di Cina non asserisce più attivamente di essere il governo della Cina intera, non ha neanche rinunciato formalmente a tale pretesa. Data l'attitudine della Repubblica Popolare Cinese, anche far sì che l'Assemblea generale ammetta Taiwan come osservatore (come è stato fatto per l'Autorità Palestinese) sarebbe problematico. L'Assemblea generale è dominata dalle nazioni in via di sviluppo, molte delle quali hanno legami storici con la Repubblica Popolare, e tra queste molte hanno le loro aree la cui sovranità è disputata.
Cionondimeno, negli anni novanta, Taiwan ha cercato di ottenere la rappresentanza all'ONU sovvenzionando le nazioni in via di sviluppo, come il piccolo Stato di Tuvalu, nell'oceano Pacifico. Questa strategia è diventata sempre più difficile da portare avanti, da quando la Repubblica Popolare ha iniziato ad avere un potere economico in grado di contrastare le mosse di Taiwan.